# Tunnel Gaviota
Le Tunnel Gaviota (officiellement appelé Gaviota Gorge Tunnel) est un tunnel de l'U.S. Route 101 (US 101) construit en 1953 au milieu du Gaviota State Park, à 53 km (33 miles) au nord de Santa Barbara, en Californie. Il mesure 130 mètres de long pour une hauteur de 5,3 mètres. Il est utilisé seulement par les voies orientées vers le nord, en effet dans l'autre sens l'autoroute emprunte une gorge étroite afin de franchir le Gaviota Pass. Il s'agit de la seule route entre le comté de Santa Barbara et la vallée de Santa Ynez, dès lors les automobilistes se doivent de partager la route avec des cyclistes. On trouve une aire de repos au sud du tunnel, il s'agit également de l'aire la plus méridionale de l'US 101.
Des éboulements se produisent fréquemment dans ce secteur, particulièrement pendant ou après un épisode pluvieux. Les falaises entourant la route sont pour la plupart couvertes d'un filet afin d'arrêter les pierres menaçant de tomber sur la route et de limiter l'érosion de la roche.

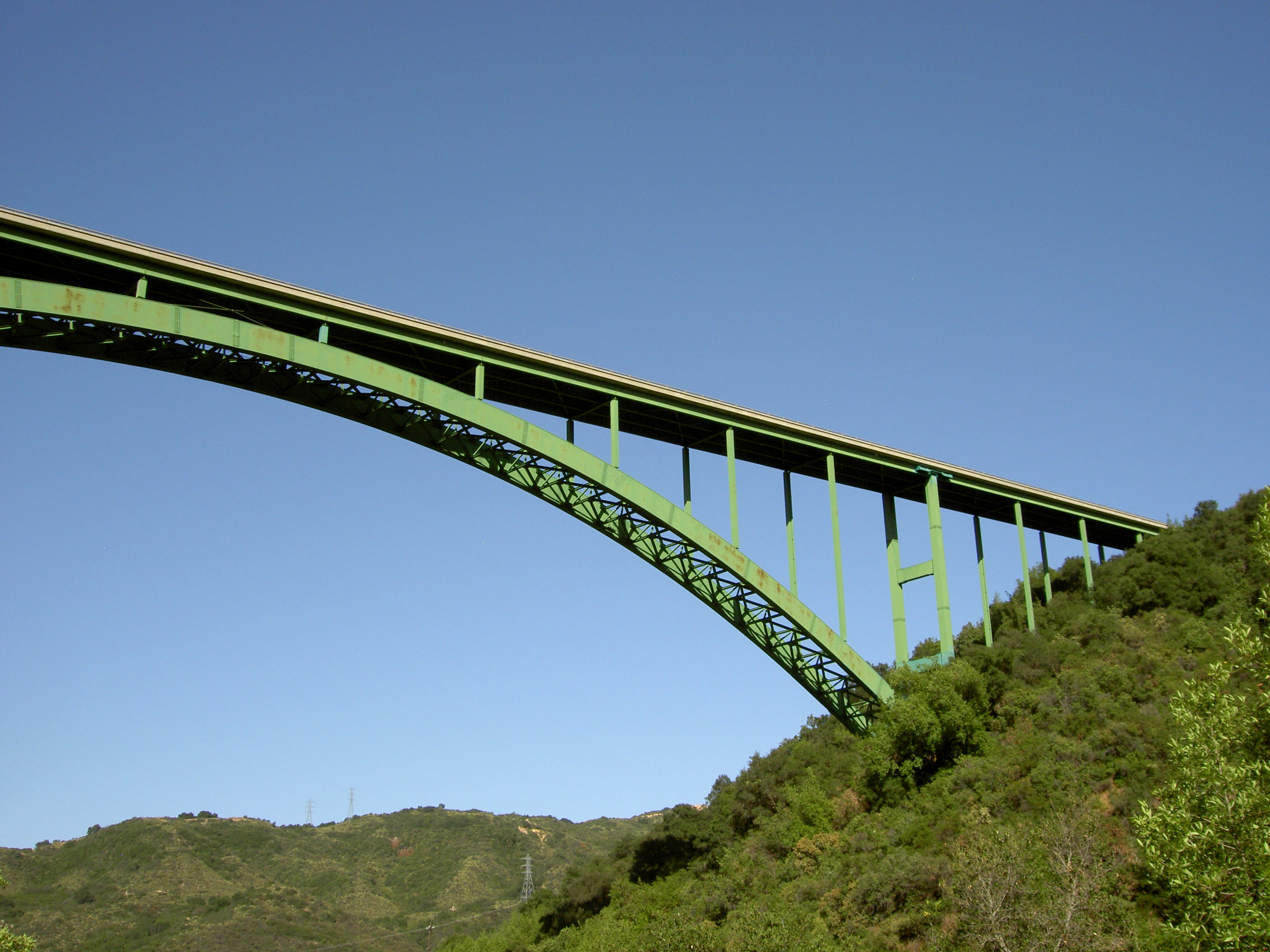
Pont de Cold Spring Canyon sur la SR 154

Un itinéraire alternatif entre Santa Barbara et Los Olivos est possible en passant par la State Route 154 (SR 154) et le pont en arc de Cold Springs Canyon situé près du sommet du San Marco Pass. La SR 154 coupe directement à travers la montagne de Santa Barbara à Los Olivos tandis que l'US 101 longe la côte de l'océan Pacifique pendant une quarantaine de kilomètres avant de se diriger vers le nord à partir de Buellton.

## Historique
Le Gaviota Pass fait partie des California Historical Landmark dont il est le numéro 248. En effet en ces lieux, durant la guerre américano-mexicaine, le jour de Noël 1846, l'armée mexicaine tendit une embuscade aux forces américaines commandées par John C. Frémont, qui eut vent de leurs plans et passa par le San Marco Pass afin de capturer Santa Barbara.

## Dans la culture
Le tunnel Gaviota est présent dans les films Le Lauréat, Wayne's World 2 et Sideways. Cependant dans les deux premiers, Dustin Hoffman et Mike Myers l'empruntent à contre-sens, vers le sud (le tunnel ne possédant que des voies orientées vers le nord). Dans Sideways, Paul Giamatti et Thomas Haden Church l'empruntent dans la bonne direction.
Dans Grand Theft Auto V, le tunnel est appelé "Braddock Tunnel" et relie la ville de Paleto Bay au village de Grapeseed.